# Cantó de Joué-lès-Tours-Nord
El cantó de Joué-lès-Tours-Nord és un cantó francès del departament de l'Indre i Loira, situat al districte de Tours. Compta amb part del municipi de Joué-lès-Tours.

## Municipis
- Joué-lès-Tours (part)

## Història
| Data d'elecció                           | Identitat                | Partit             | Qualitat |
| ---------------------------------------- | ------------------------ | ------------------ | -------- |
| 1973-1979                                | Raymond Lory             | UDF-CDS            |          |
| 1979-1985                                | Jean Proveux             | PS                 |          |
| 1985-1994                                | Raymond Lory             | UDF-CDS            |          |
| 1994-2008                                | René Bouissou            | UDF, després MoDem |          |
| 2008-                                    | Marie-Dominique Boisseau | PS                 |          |
| les dades anteriors no són pas conegudes |                          |                    |          |
|                                          |                          |                    |          |